# 로절린 카터
엘리너 로절린 스미스 카터(Eleanor Rosalynn Smith Carter, 1927년 8월 18일~2023년 11월 19일)는 미국의 수필가 겸 사회운동가이며 지미 카터 미국 제39대 대통령의 영부인이다.

## 어린 시절

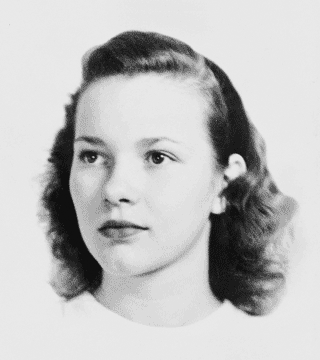
17세의 로절린 스미스

조지아주 플레인스에서 기계공이자 농부인 부친 윌버 에드거 스미스와 주부 모친 앨리 머리 스미스의 4명의 자식들 중 맏딸로 태어났다. 1940년 부친이 사망한 이후 어려운 가정형편으로 로절린은 모친을 도와 헤어드레서로 일하게되었다. 그녀의 모친도 자식들을 뒷바라지하기 위해 다양한 직업을 전전하였다.
로절린은 플레인스에 있는 지방 고등학교에서 수학하고 졸업생 대표로서 졸업하였다. 그녀가 자신의 가장 친한 친구의 오빠이자 아나폴리스 해군 사관 학교 생도 지미 카터를 만났을 때가 고등학교에서 수학하는 동안이었다. 둘은 데이트를 하기 시작하고 1945년 12월 카터는 그녀가 자신들의 구애에 너무 이를거라고 생각한 것 때문에 그의 결혼 신청을 거절한 로절린에게 청혼하였다. 결단을 내리지 못한 카터는 2달 후에 다시 청혼하였고 로절린은 받아들였다. 1946년 7월 7일 그들은 플레인스 감리 교회에서 결혼하였다.
새롭게 결혼한 부부는 다음 7년동안 국가 주위에 있는 기지들로 그들을 데려가려 한 지미의 해군 경력에서 지위들의 장기적 시리즈에서 처음인 버지니아주 노퍽으로 이주하였다. 그들의 3명의 아들 존, 제임스와 제프리가 이 시기에 태어났고(1967년 막내딸 에이미가 출생) 로절린은 그들을 키우고 가정 조사 프로그램들을 통하여 문학과 예술에서 교육을 지속적으로 시키는 데 자신의 시간을 갈랐다.
1953년 지미 카터의 부친이 사망에 이어 가족은 플레인스로 돌아오고 지미는 가족의 땅콩 농장 비지니스를 운영하였다. 로절린과 그녀의 남편 사이에 협동의 장기 계통에서 처음으로 인증된 것에서 그녀는 비지니스의 부기를 위하여 책임적이었다.

## 조지아주의 영부인
1961년 지미 카터는 조지아주의 상원으로 선출되었는데 자신이 멀리 합법적 회의들에 참석하는 동안 비지니스를 로절린에게 맡겼다. 그녀는 또한 지미의 이어서 2개의 임기 기간 동안 그의 정치적 일치를 다루기도 하였다.
부부의 일하는 협력은 지미가 1970년 조지아주지사를 위하여 나갈 때 더욱 굳혀지고 로절린은 남편을 위하여 캠페인을 벌였다. 그 일은 그의 선거권들과 함께 그녀의 자주적 대화들의 결과로서 로절린이 깊게 정신 건강 논점들에 흥미를 가지게 된 캠페인 흔적에 있었다.
지미가 최후적으로 주지사에 선출될 때 로절린은 손님 접대 같은 영부인의 전통적 책임들의 전부를 준비하였으나 그녀는 또한 더욱 나가서 도시 계획 사업은 물론 주지사의 대저택의 재정적 계산을 차지하고 대저택에 관한 책을 저서하기도 하였다. 더욱 중요하게 그녀는 자신의 새로 발견된 흥미를 따르고 조지아주의 정신 건강 시스템을 철처히 조사하는 데 일하였다. 그녀는 주지사의 정신적과 감각적 신체 장애인들에게 향상 서비스 위임회의 회원, 조지아주 특별 올림픽의 명예 의장과 애틀랜타 병원의 임의 행위자였으며 이 모두 정신 건강 분야에서 그녀를 감동적인 프로적 재점유와 놓았다.

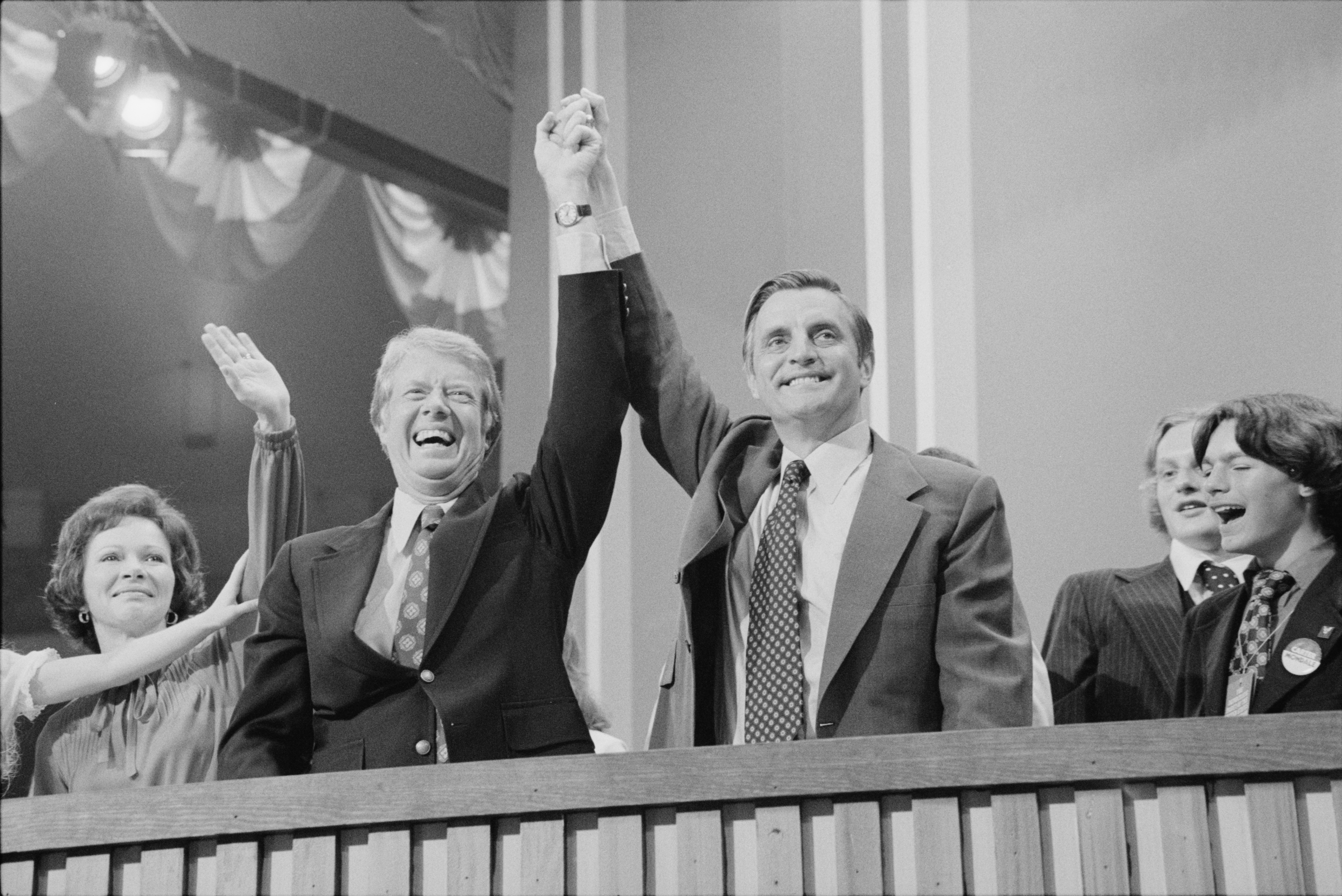
뉴욕에서 열린 민주당 전당 대회에서 지미 카터와 월터 먼데일 부부

## 미국의 영부인
지미 카터가 대통령을 위하여 자신의 후보직을 공고할 때 1976년 미국 대통령 선거가 열리기 가까이 2년전 로절린은 즉시 자신의 자신의 남편을 위하여 선거 운동을 벌이기 시작하여 자동차와 항공기로 전국을 돌아다니며 결국적으로 총 42개의 주에서 선거 운동을 벌였다. 행사가 길어지는 동안 자신의 약속 - 영부인으로서 자신의 우선권에 국가의 정신적 병의 보장을 만드는 자신의 캠페인을 만드는 데 첫 후보자의 부인이 되었다.
1977년 로절린이 자신의 옆에 있으면서 지미 카터는 미국의 39대 대통령으로 선서하였다.

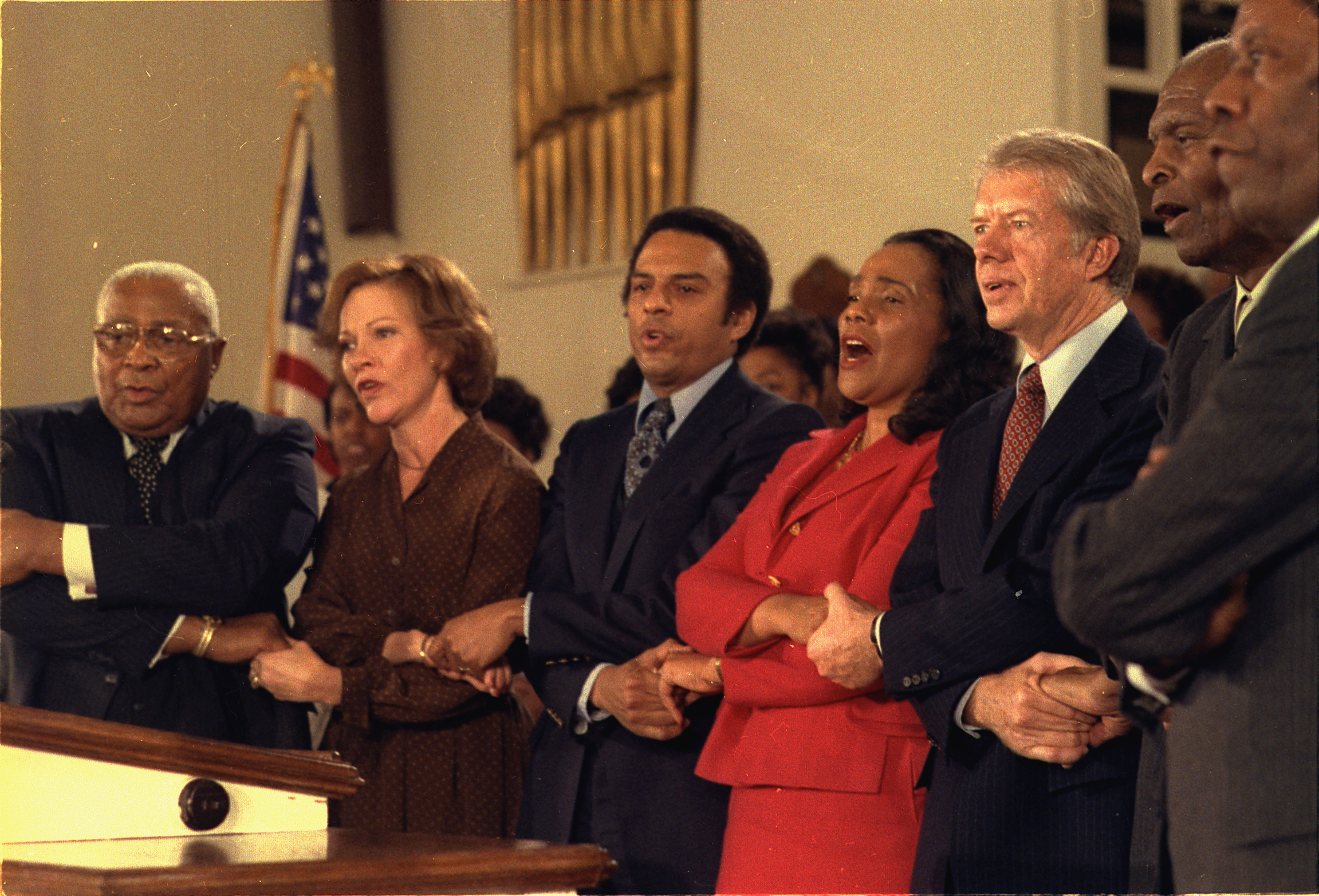
마틴 루서 킹 주니어 목사가 설교하던 애틀랜타의 에베니저 침례 교회에서 (1979년). 좌로부터 마틴 1세, 로절린 여사, 앤드루 영, 코레타 킹 여사와 지미 카터 대통령

### 정치화된 여성
영부인으로서 그녀는 이전의 영부인들에 의하여 전례가 없는 수준에서 남편의 정치적 업무에 참가하여 국내와 외교 정세 둘다에 그에게 상담을 주고, 연설들에 그를 조언하고, 그의 임명들을 정리하며 그의 내각 회의들에 참석하기도 하였다. 1977년 6월 로절린 여사는 실재적인 정치적 회의들을 위한 대통령의 개인적 대표로서 라틴아메리카와 카리브해로 순방을 떠났다. 자신의 귀국에 그녀는 업무를 위하여 부족한 적격으로 수많은 비판을 받았고, 이어서 훗날에 비슷한 순방을 인도주의의 파견으로 제한시켰다.

### 정신적 보건과 노인을 위한 옹호

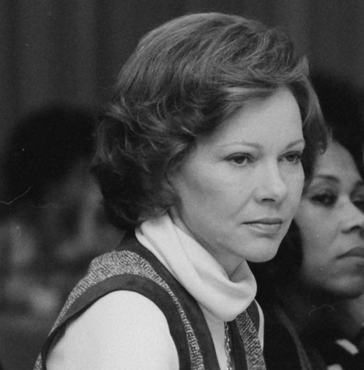
정신적 보건 공청회 의장을 맡은 로절린 카터 여사

1977년 로절린 여사는 정신적 보건 활동 명예 의장 대통령 위임회에 명예 의장으로 지냈다. 이 위원회와 그녀의 일은 1979년 5월 미국 의회로 제출한 정신 보건 시스템 법안에서 결과를 가져왔다. 법안은 만성적으로 정신적 병을 위하여 국가적과 연방적 양쪽의 후원을 절처히 검사하고 차별로부터 정신적 병을 보호하는 권리들의 법안을 창조하는 데 의도되었다. 5월 15일 로절린 여사는 의회가 열리기 전에 법안에 관하여 증언하였다. 법안은 1980년 9월 통과되었다.
그녀의 영부인 시절 동안 로절린 여사의 주요 원인들 중의 또다른 것은 노령자의 보장이었다. 그 말기로 그녀는 노인을 위한 연방적 프로그램들을 시찰하는 데 특별 조사단을 창조하고 노동력 안에서 퇴직 연령에 제한을 들어올린 연령 차별 법령의 통과를 위한 운동을 벌였다. 로절린 여사는 또한 노화에 관한 백악관 회담을 사회보았다.
영부인으로서 그녀의 더욱 전통적 의무들에서 로절린 여사는 다시 두드러져 이 재능에서 자신이 백악관을 운영한 검소한 매너를 통하여 만찬에서 비용이 많이 들지 않는 메뉴를 시중들고, 독한 술을 시중드는 것을 거부하며 단순하고 화려하지 않은 옷을 입는 데 선택하였다. 백악관 우선들의 또다른 단짝에서 로절린 여사는 시와 재즈 양축제를 성원하였다.

## 백악관 생활 이후

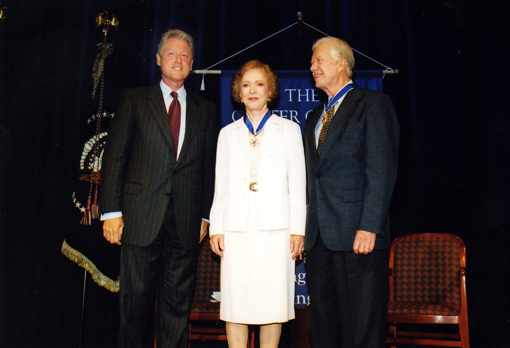
빌 클린턴 대통령으로부터 대통령 자유 훈장을 받은 카터 부부

1980년 지미 카터가 재선을 위하여 나갈 것이었으나 주 이란 미국 대사관 인질 사건과 다루는 동안 대부분 백악관으로 제한되어 로절린 여사는 다시 선거 운동을 치고 주요 시즌을 통하여 그의 대표로서 연설을 하였다. 하지만 카터는 최후적으로 공화당의 로널드 레이건 후보에 의하여 꺾이고 말았다.
백악관을 떠난 이래 로절린 카터의 인생은 아무것으로 지내왔으나 조용하였다. 그녀는 1984년 저서 《플레인스에서 온 영부인》을 포함한 다수의 책들을 저서하여 카터 행정부로 들어간 그 통찰력으로 칭송을 얻었다. 그녀는 또한 지속적으로 정신적 건강 논점들은 물론 초기 유년 면역법, 인간의 권리들과 투쟁 해결을 위하여 주창하였다. 항상 소홀의 옹호자인 그녀는 또한 이라크와 아프가니스탄에서 돌아온 미군들의 만나지 않은 필요함들을 연설하는 데 일하기도 하였다.
카터 부부는 또한 애틀랜타에서 열린 1996년 하계 올림픽의 개막식에 참석하기도 하였다.
그녀의 노력들로 인하여 로절린 여사는 다양한 정신적 건강 상들과 대통령 자유 훈장을 포함한 셀수 없는 명예들을 받았다. 2001년 국립 여성 명예의 전당으로 헌액되었다.
2023년 11월 19일 조지아주 플레인스에서 96세의 나이로 사망하였다.

## 자손
카터 부부는 조지아주의 상원을 지내오고 2014년 민주당 후보로서 주지사를 위하여 나가며 가문의 정치적 유산을 따라간 제이슨 카터를 포함한 12명의 손자, 손녀들을 두었다.
2015년 카터의 28세 손자 제러미(제프 카터의 아들)는 심근경색으로 사망하였다.